# Oleksandr Holovko
Oleksandr Holovko   (Kherson, 6 de gener de 1972) és un exfutbolista ucraïnès de la dècada de 2000.
Fou 58 cops internacional amb la selecció d'Ucraïna.
Pel que fa a clubs, defensà els colors de Tavriya Simferopol, Dinamo de Kíiv i Qingdao Beilaite.